# Jami na Sredi
Jami na Sredi je spilja na otoku Cresu.
Teren za ulazak u spilju je strm i klizak. Lokacija se sastoji od dvije međusobno povezane spilje, duljine 28, a širine 16 metara. Unutrašnjost spilje čine okomite stijene do visine od 28 metara. Spilja je prirodno osvijetljena kroz kružni otvor na sredini. Prema dosadašnjim istraživanjima arheološkog nalazišta u spilji su ljudi živjeli od paleolitika do željeznog daoba. Stanovnici spilje bavili su se skupljanjem plodova, puževa, školjaka i lovom.